# ラ・サンティシマ・トリニダー・デ・パラナとヘスース・デ・タバランゲのイエズス会伝道所群
ラ・サンティシマ・トリニダー・デ・パラナとヘスース・デ・タバランゲのイエズス会伝道所群は、パラグアイにあるユネスコ世界遺産の登録物件名。2017年の第41回世界遺産委員会終了時点では、パラグアイ唯一の世界遺産である。
パラグアイのイエズス会伝道所群は、17世紀から18世紀に南アメリカ大陸各地に築かれた先住民のキリスト教化のための小規模集落群の一環である。パラグアイには現在ラ・サンティシマ・トリニダー・デ・パラナ、ヘスス・デ・タバランゲ、サン・コスメ・イ・ダミアン (San Cosmé y Damián) の3つの遺跡が残るが、最初の二つが世界遺産に登録された。

## ラ・サンティシマ・トリニダー・デ・パラナ
ラ・サンティシマ・トリニダー・デ・パラナ（「パラナの聖三位一体」の意）は、パラグアイのイエズス会伝道所遺跡。
ラ・サンティシマ・トリニダー・デ・パラナは、地元の人々からは単に「トリニダー遺跡」と呼ばれる。これは、パラグアイ南部やアルゼンチン北部を含むパラナ川流域に残る伝道所跡の一つである。パラグアイでは、最も身近な観光地となった史跡でもある。
エンカルナシオン市近郊に位置するトリニダーは、1706年に建造された。この伝道所は自給自足の集落が企図され、中央広場、大教会、集会場、学校、作業場、博物館、先住民用の住居群などを備えていた。
1767年のイエズス会退去令の後、地域でのイエズス会の影響が薄れ、トリニダーも廃れた。廃れた後のトリニダーは風化作用で朽ちていったが、近現代の各体制は修復作業を行い、今日では遺跡の保存状態は良好である。

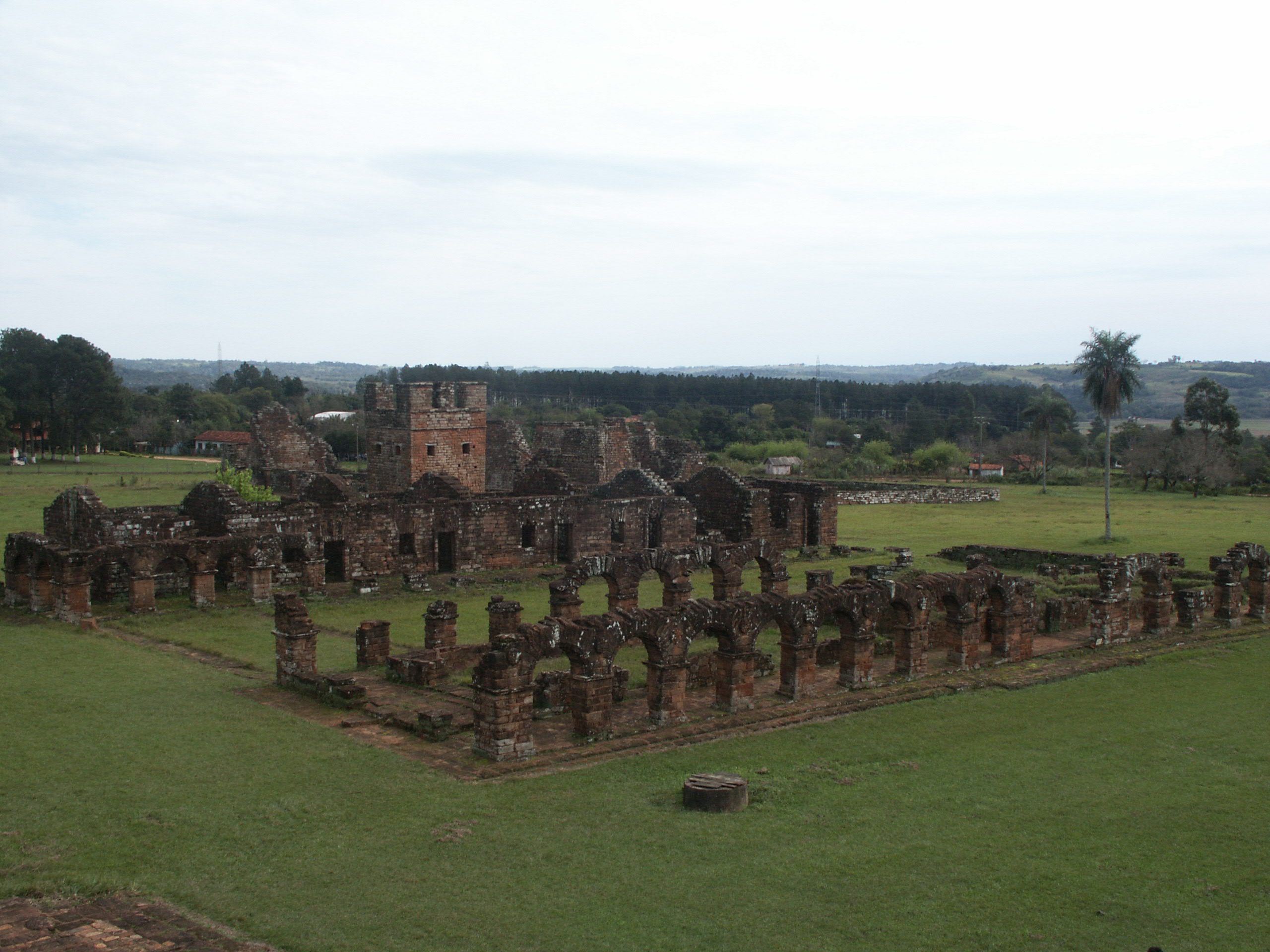
遺跡のインディヘナ（先住民）住居跡

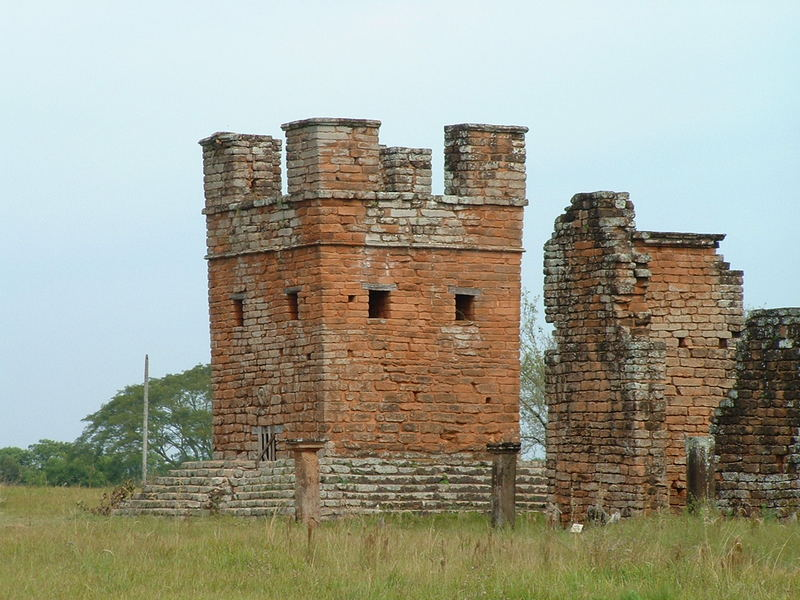
トリニダー遺跡の一部

## ヘスース・デ・タバランゲ

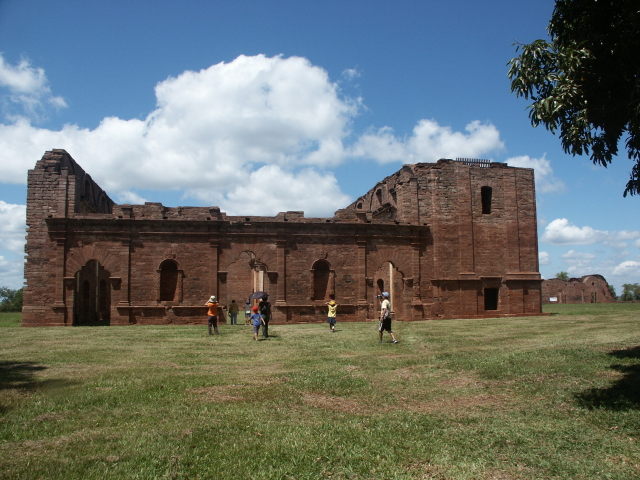
ヘスース・デ・タバランゲの教会跡（正面）

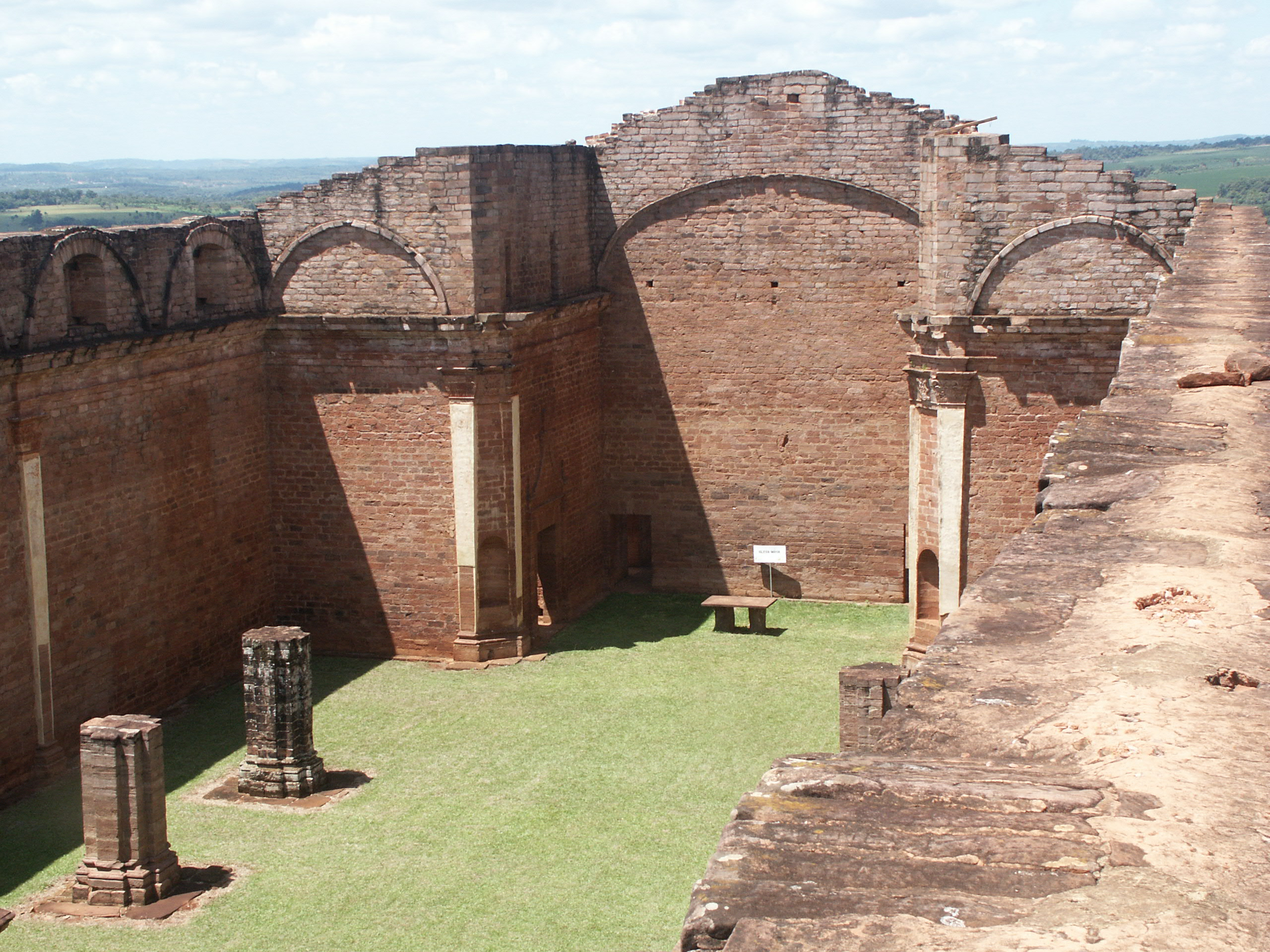
ヘスース・デ・タバランゲの教会跡

ヘスース・デ・タバランゲは1685年に築かれたイエズス会伝道所である。この伝道所は未完成のまま打ち棄てられたため、教会も土台部分しか残っていない。パラグアイ政府が手厚い修復を行い、世界遺産にふさわしく、整備された公園の中に整然と威容をたたえて遺されている。教会の脇から続く建物は教育施設、作業場と続いており、裏には自給自足のための畑が広がっていた。教会の向かって左側には墓地が作られていたと考えられている。

## 登録基準
この世界遺産は世界遺産登録基準のうち、以下の条件を満たし、登録された（以下の基準は世界遺産センター公表の登録基準からの翻訳、引用である）。
- (4) 人類の歴史上重要な時代を例証する建築様式、建築物群、技術の集積または景観の優れた例。